# Trolejbusy w Dobriczu
Trolejbusy w Dobriczu − system komunikacji trolejbusowej działający w bułgarskim mieście Dobricz.
Trolejbusy w Dobriczu uruchomiono w 1988. Likwidacja sieci nastąpiła 1 lipca 2014.

## Linie
W Dobriczu istniało w chwili zamknięcia 5 linii trolejbusowych.

## Tabor
W Dobriczu w eksploatacji znajdowało się 21 trolejbusów typu ZiU-9.